# Parantica aglea
Parantica aglea – gatunek motyla z rodziny rusałkowatych, podrodziny danaidowatych.

## Budowa

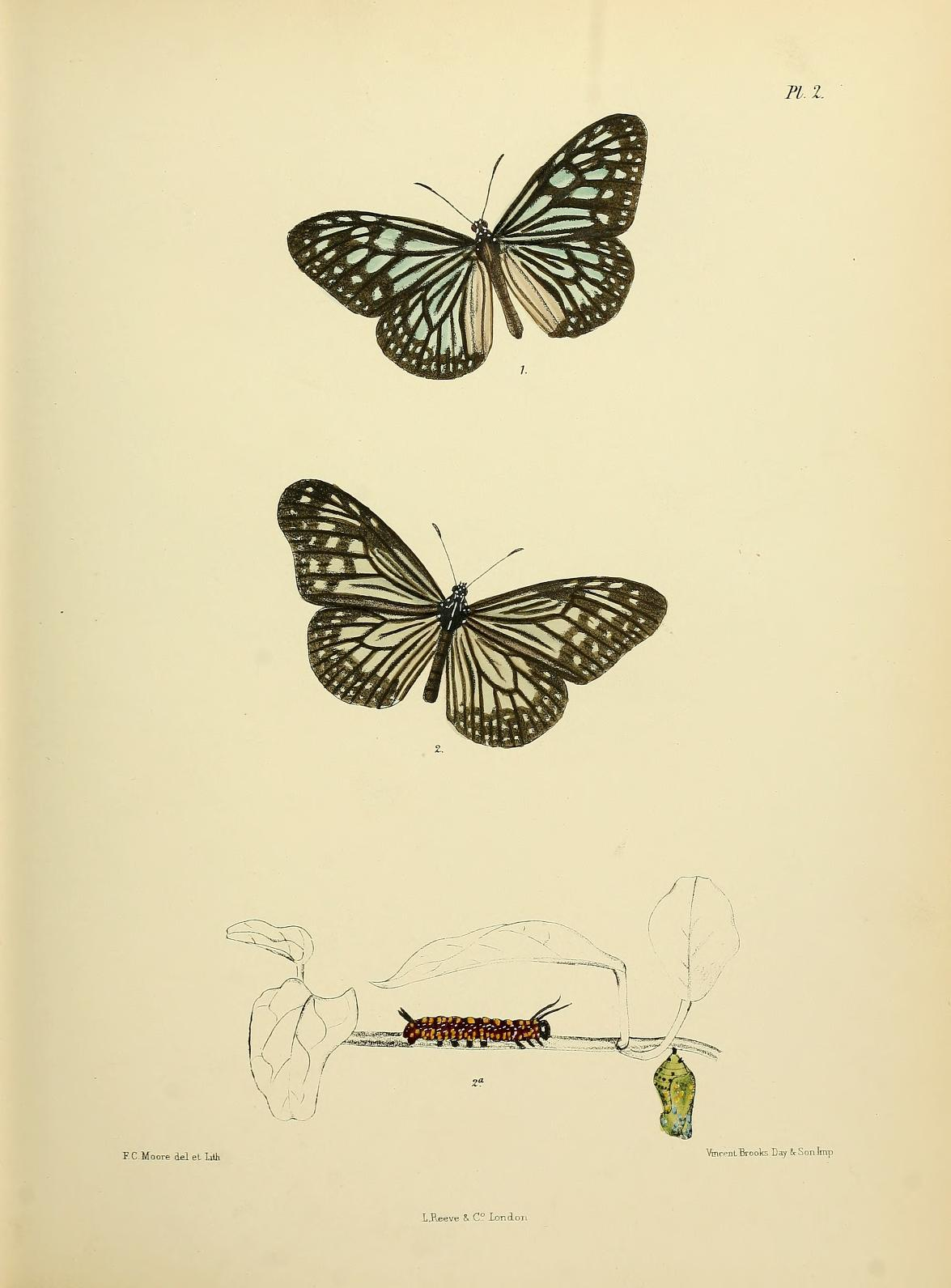
Rysunek autorstwa Moore'a z The Lepidoptera of Ceylon, imago, larwa i poczwarka

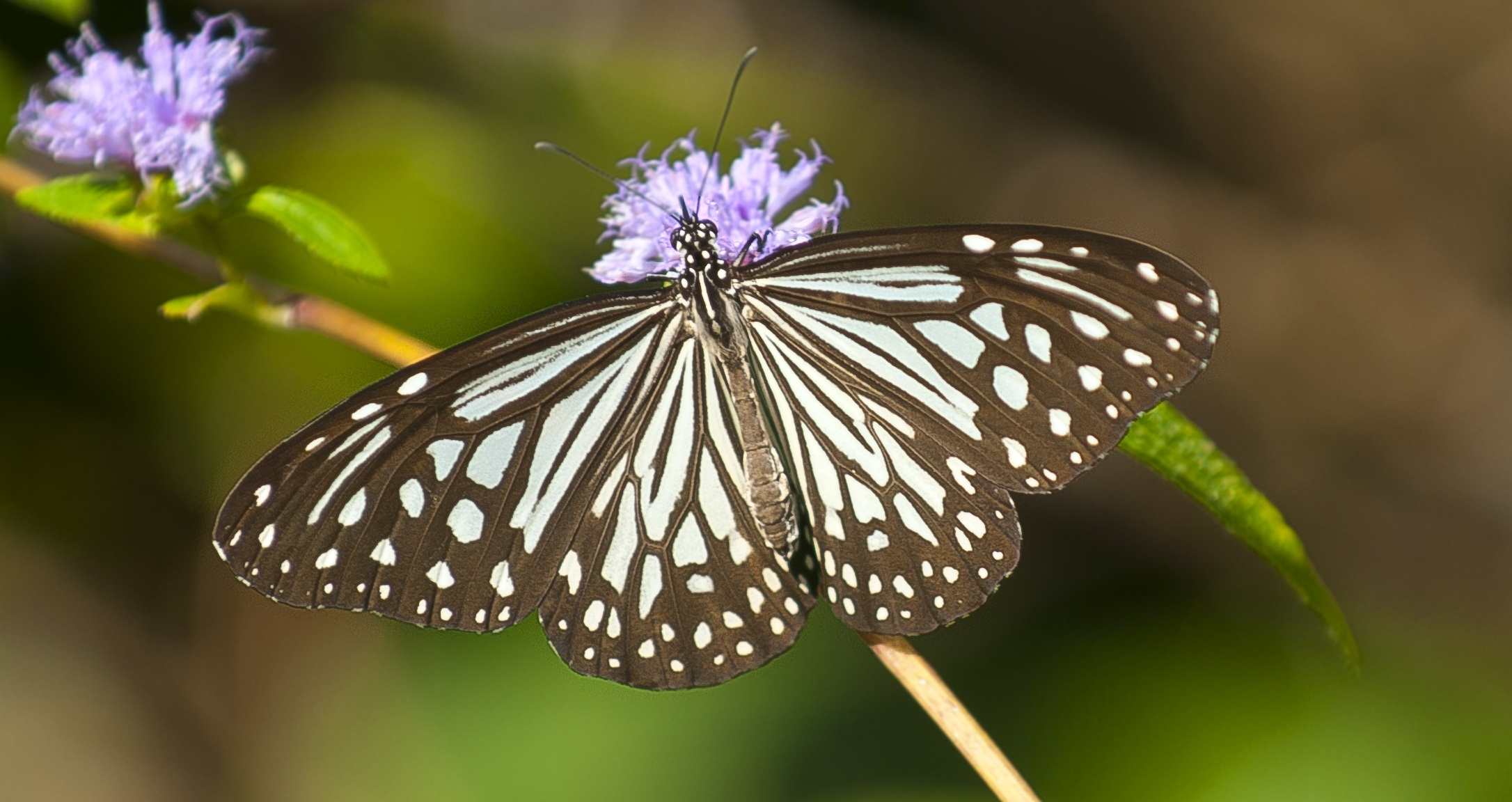
Parantica aglea aglea w Mhadei Wildlife Sanctuary

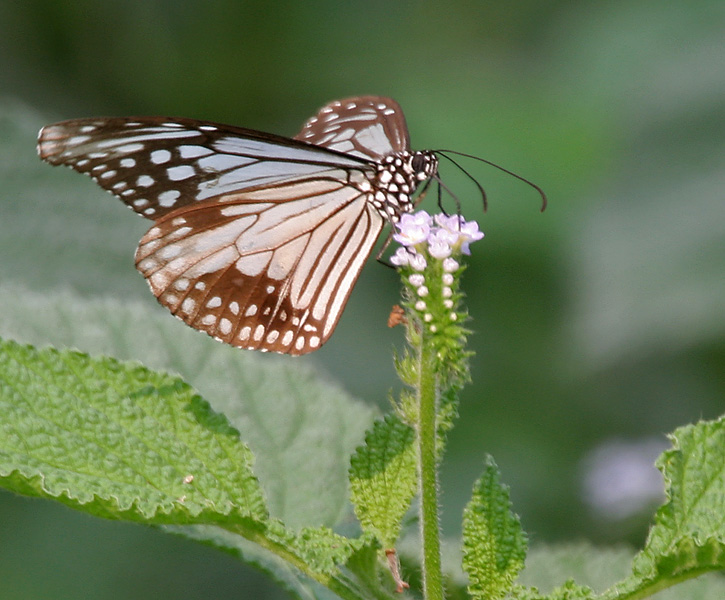
Parantica aglea melanoides na Heliotropium indicum w Jayanti w Buxa Tiger Reserve w Jalpaiguri w Bengalu Zachodnim, w Indiach

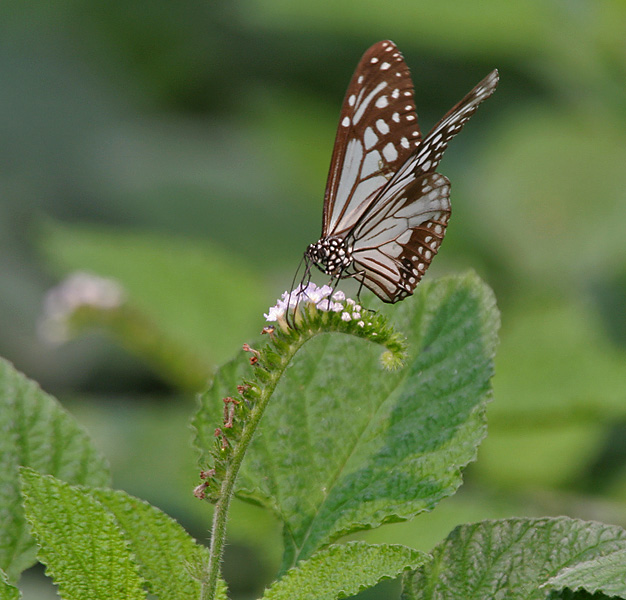
Parantica aglea melanoides na Heliotropium indicum w Jayanti w Buxa Tiger Reserve w Jalpaiguri w Bengalu Zachodnim w Indiach

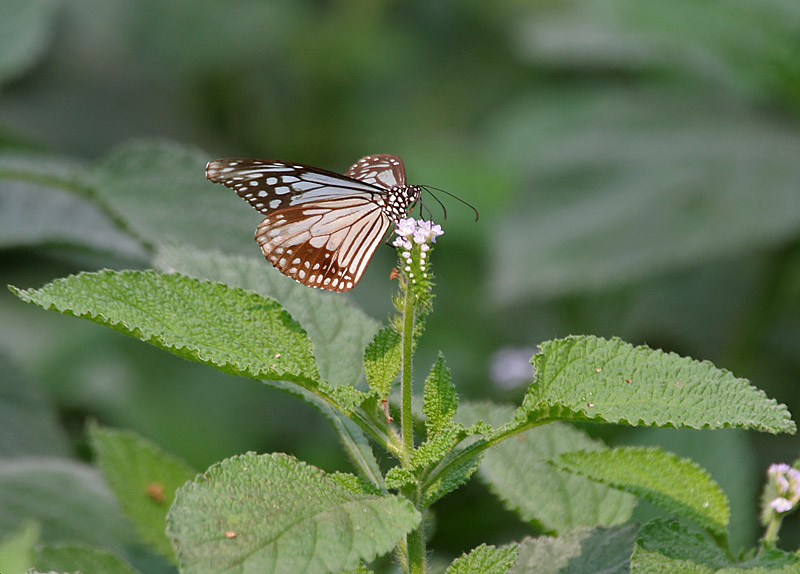
Parantica aglea melanoides na Heliotropium indicum w Jayanti w Buxa Tiger Reserve w Jalpaiguri w Bengalu Zachodnim w Indiach

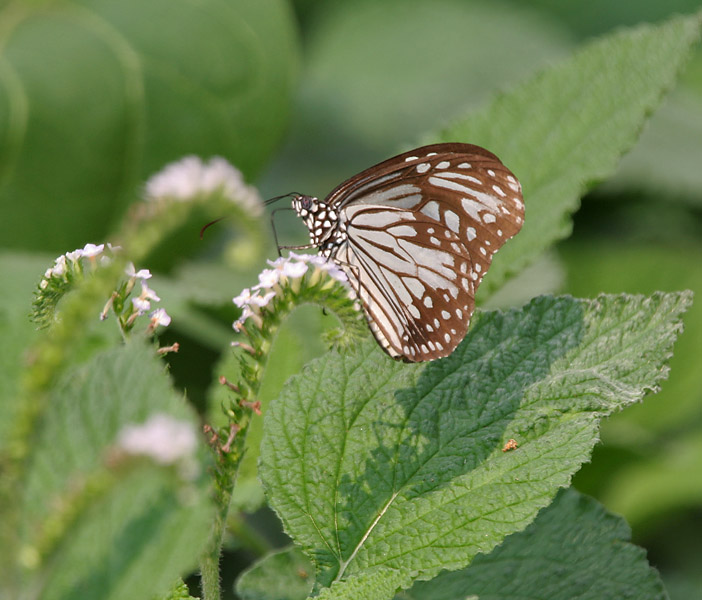
Parantica aglea melanoides na Heliotropium indicum w Jayanti w Buxa Tiger Reserve w Jalpaiguri w Bengalu Zachodnim w Indiach

Wyróżnia się 2 gatunki, ale żaden nie wykazuje stałych znaczeń czy siedlisk. W kolekcji British Museum są okazy Parantica aglea aglea z Birmy oraz inny, Parantica aglea melanoides, z Mysore.

### Parantica aglea aglea
Motyl koloru czarnego jak sadza o w miarę szklistych niebieskawobiałych paskach i cętkach. Na przednim skrzydle żyłka 11 połączona z 12.
Górna strona ciała: Pierwsza przestrzeń pomiędzy żyłkami o dwóch szerokich paskach równej długości, połączonych u podstawy, ścięte w kierunku zewnętrznym.  W przestrzeniach 2 i 3 plamki u podstawy. W cell bardzo szeroka, nieco maczugowata linia, którą przekraczają 2 cienkie czarne linie. W disc nieregularna seria 3 plamek i 2 wydłużonych pasków oraz subterminalna seria plamek, 2 serie zakręcają do wewnątrz ku szczytowi skrzydła, ta druga idzie dalej wzdłuż apikalnej połwy żebra, u końca mniejsze plamki. Tylne skrzydło: przestrzenie la, lb z szerokimi i długami pręgami od podstawy. Przestrzeń 1 i cell z 2 paskami jednoczącymi się u podstawy, para w cell z krótkim paskiem ułożonym ukośnie pomiędzy koniuszkami, rozprzestrzeniająca się na zewnątrz seria szerokich, wydłużonych, zaostrzonych ku środkowi plam w przestrzeniach 2-8, następnie zaś dość nieregularny rząd plamek subterminalnych i terminalnych. Strona spodnia podobna, znaczenia i plamki gorzej zaznaczone bądź rozmyte. Czułki czarne. Głowa i tułów czarne o białym nakrapianiu. Brzuch czarnobrązowy, podniżej ochrowy. Samiec posiada wtórne znaczenia płciowe (forma 2.).

### Parantica aglea melanoides
Występują formy wschodnia i zachodnia. Skrzydła ogólnie dłuższe i węższe. Szkliste znaczenia, zwłaszcza w przestrzeni 1 skrzydła przedniego oraz w cell obu par skrzydeł, znacznie szersze. U wielu osobników ciemny kolor w tych przestrzeniach zredukowany do bardziej wysmukłych czarnych linii zamkniętych wśród subhialinowych znaczeń. Na spodniej powierzchni pręgi często bardziej rozmyte i rozproszone.
Rozpiętość skrzydeł 70–100 mm.

## Rozmieszczenie geograficzne
Parantica aglea aglea: Sri Lanka, Ghaty Zachodnie do Pune i Niligiris.
Parantica aglea melanoides : Himalaje od Kaszmiru do Nepalu; Sylhet; Assam; Cachar; Chittagong; Arrakan; Birma, Tenasserim

## Tryb życia i cykl życiowy

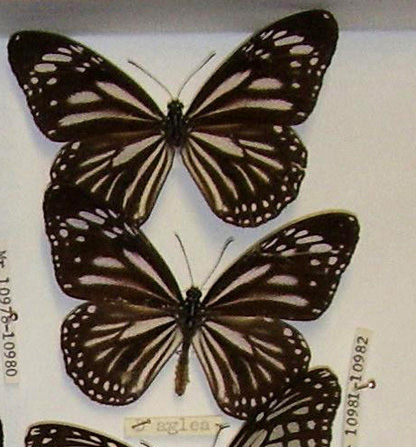

### Roślina żywicielska
Tylophora carnosa.

### Larwa
Ciemnobrązowobordowa, 2 okrągłe chromowożółte plamki naa każdym segmencie, mniejsze rozrzucone niebieskawobiałe planki pomiędzy, zbierające się i tworzące wyraźną linię na boku. Odnóża i brzuszna powierzchnia ciała purpurowoczarne, tentacula rozmieszczone inaczej, niż zwykle, na 3. i 12. segmencie, bordowobrązowe.

### Poczwarka
Zielona, nakrapiano niebieskim i złotym, bardziej ścieśniona za tułowiem.